# Sheffield Hallam University

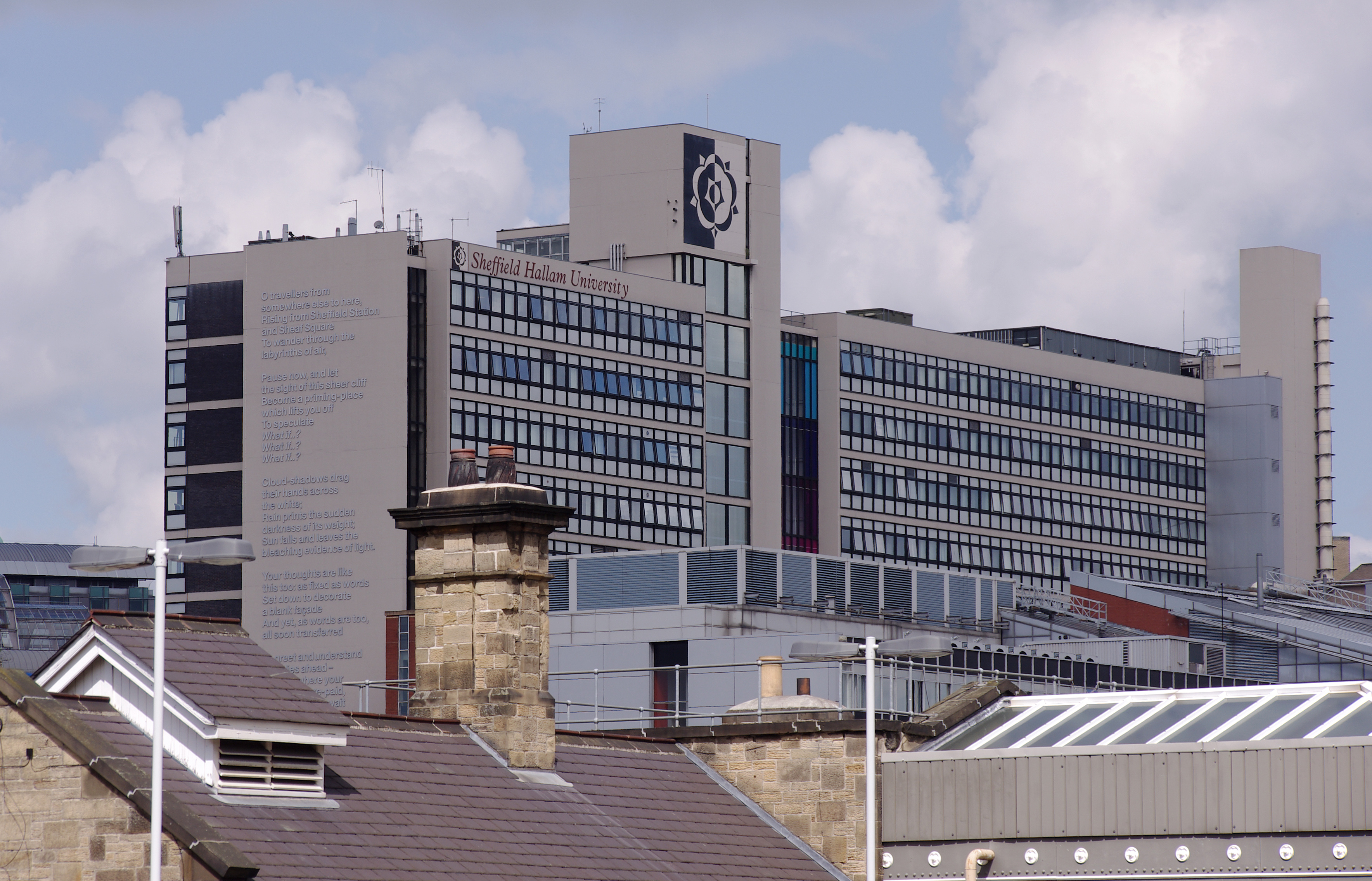
Sheffield Hallam University, Ansicht vom Bahnhof

Die Sheffield Hallam University (SHU) ist eine staatliche englische Universität in Sheffield, South Yorkshire. Sie ist neben der University of Sheffield eine von zwei Universitäten in Sheffield. Die Sheffield Hallam University lag 2019/2020 mit 30.960 Studenten auf Platz 14 der gemessen an den Studentenzahlen größten Universitäten Großbritanniens und damit knapp vor der University of Sheffield.

## Geschichte
1992 wurde die City Polytechnic in Sheffield offiziell zur Universität und in die heutige Bezeichnung umbenannt. Die Einrichtung blickt auf eine lange Geschichte zurück, die bis in das Jahr 1843 reicht:
- 1843 Die Sheffield School of Design wird gegründet
- 1905 Das City of Sheffield Training College on Collegiate Crescent immatrikuliert die ersten 90 Studenten
- 1969 Die Sheffield School of Design wird mit dem Sheffield College of Technology zur Sheffield Polytechnic verschmolzen
- 1976 Die beiden Lehrerausbildungs-Colleges der Stadt werden in die Sheffield Polytechnic integriert, welche nun Sheffield City Polytechnic heißt
- 1992 Sheffield City Polytechnic wird zur Universität und heißt nun Sheffield Hallam University.

## Fakultäten
- Kunst, Datenverarbeitung, Ingenieurs- und Naturwissenschaften (ACES: Faculty of Arts, Computing, Engineering and Sciences)
- Entwicklung und Gesellschaft (D&S: Faculty of Development and Society)
- Gesundheit und Wohlbefinden (HWB: Faculty of Health and Wellbeing)
- Organisation und Management (O&M: Faculty of Organisation and Management)

## Studentenleben
Das Studentenleben ist vor allem geprägt durch die Sheffield Hallam University Students Union. Diese hat ihren Sitz im Gebäude des ehemaligen National Centre for Popular Music, wo regelmäßig Veranstaltungen der Hallam Union stattfinden. 

## Persönlichkeiten und Alumni
- Nick Park (* 1958), britischer Trickfilmer
- Kelly Holmes (* 1970), britische Mittelstreckenläuferin
- John Hoyland (1934–2011), britischer Maler und Grafiker
- Marina Lewycka (* 1946), britische Schriftstellerin
- Mr. Scruff (* 1972), britischer DJ und Musiker

## Zahlen zu den Studierenden
Von den 30.960 Studenten des Studienjahrens 2019/2020 waren 17.110 weiblich und 13.850 männlich. 28.040 Studierende kamen aus England, 85 aus Schottland, 180 aus Wales, 55 aus Nordirland, 535 aus der EU und 2.005 aus dem Nicht-EU-Ausland. 24.215 der Studierenden strebten 2019/2020 ihren ersten Studienabschluss an, sie waren also undergraduates. 6.750 arbeiteten auf einen weiteren Abschluss hin, sie waren postgraduates.
2008 waren es 30.009 Studierende gewesen. 2014/2015 waren es 17.090 Frauen und 14.440 Männer und insgesamt 31.530 Studierende.